# درز جبهي غربالي
الدرز الجبهي الغربالي (بالإنجليزية: Frontoethmoidal suture)‏ عبارة عن مفصل ليفي بين العظم الغربالي و العظم الجبهي ويقع في الحفرة القحفيةالأمامية.

## وصلات إضافية
- "Anatomy diagram: 34257.000-2". Roche Lexicon - illustrated navigator. Elsevier. مؤرشف من الأصل في 2014-01-01.